# Monty Woolley
Monty Woolley, född 17 augusti 1888 i New York, död 6 maj 1963 i Albany, New York var en amerikansk skådespelare och teaterregissör.

## Filmografi, urval
- 1937 – Han, hon och Oscar
- 1939 – Det sitter i benen
- 1939 – Midnatt
- 1941 – Han som kom till middag
- 1942 – Mannen med sälgpiporna
- 1944 – Osynliga länkar
- 1946 – Night and Day
- 1947 – Ängel på prov
- 1951 – Plats för skratt